# Good News
Good News —en español: Buenas noticias— es el segundo álbum de estudio lanzado por la cantante y compositora alemana Lena Meyer-Landrut. Fue lanzado en Alemania el 8 de febrero de 2011 a través de Universal Music Germany tras la victoria Meyer-Landrut del Festival de la Canción de Eurovisión 2010. El álbum incluye las canciones interpretadas por Lena durante el proceso de preselección Unser Song für Deutschland para defender su título en el Festival de la Canción de Eurovisión 2011 celebrado en la ciudad alemana de Düsseldorf. El álbum debutó en el número 1 en la carta de los álbumes alemanes (Media Control Charts) y ha sido certificado disco de platino en Alemania indicando la venta de más de 200 000 copias.

## Antecedentes

### Composición y grabación
El álbum combina todas las canciones interpretadas por Lena en el programa Unser Song für Deutshcland («Nuestra canción para Alemania»), donde se elegiría la canción para representar a Alemania en el Festival de la Canción de Eurovisión 2011 teniendo el papel de anfitriona. Más de 600 canciones fueron enviadas a Meyer-Landrut y Stefan Raab como posibles candidatas a participar en el programa. Algunos compositores que habían colaborado previamente con Lena en su álbum debut My Cassette Player, participaron en composiciones para el programa, como Daniel Schaub, Peer Lammers y Rosi Golan. Otros compositores que también participaron en el álbum fueron Nicole Morier (quien ya había trabajado con Britney Spears y Tom Jones), Rennalls Erroll (quien escribió la canción conocida mundialmente «Sex Bomb») y Aloe Blacc. Lena y Raab también colaboraron para escribir dos canciones para el álbum — «What Happened to Me» y «Mama Told Me». El campo de las canciones se redujo de aproximadamente 600 a 12, todas ellas incluidas en Good News. La producción de todas las canciones comenzó en diciembre de 2010 en el estudio de grabación de Lena en Hamburgo, Alemania.
El álbum fue lanzado el 8 de febrero de 2011, después de que todas las 12 canciones fueran anunciadas como las participantes en Unser Song für Deutshcland. La portada del álbum fue fotografiada por Sandra Ludewig y el folleto fue diseñado por la firma de diseño Eat, Sleep + Design con sede en Berlín.
En la final de Unser Song für Deutshcland, que fue vista por 3,25 millones de espectadores, «Taken by a Stranger» fue elegida para representar a Alemania en Eurovisión 2011 con el 79% de los votos del público. Fue lanzada como el primer sencillo del álbum el 22 de febrero de 2011.

## Recepción
| Recepción crítica | Recepción crítica |
| ----------------- | ----------------- |
| Puntuación        |                   |
| Fuente            | Clasificación     |
| Laut              | [ 9 ]             |
| CDStarts          | [ 10 ]            |
| LetMeEntertainYou | [ 11 ]            |
| Pooltrax          | (Positivo)        |

Good News se lanzó en formato CD y descarga digital, en tiendas como Media Markt, Fnac e iTunes, entre otras, el 8 de febrero de 2011 en Alemania, Austria y Suiza. El álbum debutó en el número 1 en la lista de álbumes de Alemania en su primera semana de lanzamiento. También encabezó la lista de descargas alemanas en su semana de debut. En su segunda semana, el álbum cayó al número dos en las listas alemanas tras la publicación del álbum de la banda de Roxette, Charm School. En esa misma semana, el álbum fue certificado oro por la venta de más de 100 000 copias. En su tercera semana, superó a Charm School en ventas y volvió al número 1 en Alemania. En Austria, Good News debutó en el número 8, pero desde entonces alcanzó el puesto número 7. En Suiza, el álbum debutó en el gráfico en el número 27, antes de subir a la semana siguiente al número 15.
Tras el final de Unser Song für Deutshcland, el 18 de febrero de 2011, la canción ganadora «Taken by a Stranger» debutó en el número 2 en la lista de singles de Alemania. La canción también debutó en las listas de sencillos de Austria y Suiza en los números 32 y 45 respectivamente. Cuatro pistas adicionales del álbum aparecieron en la lista de singles de Alemania después de su actuación en Unser Song für Deutshcland, aunque únicamente estaban disponibles como descarga digital. La canción que terminó como subcampeona en el concurso, la balada «Push Forward», llegó hasta el número 15, «Maybe» entró en el número 53, «A Million and One» en 55, y «Mama Told Me» en el 58.
Durante el período de Eurovisión 2011, Good News se lanzó como descarga digital en muchos países de Europa, Australia y Japón. En Australia logró vender 2000 álbumes en su primera semana, pero Good News no entró en ninguna lista. En Japón, se desconoce un número aproximado de descargas; 1000 se descargaron aproximadamente. En Estados Unidos Good News se lanzó tanto en CD como en descarga digital aunque tampoco entró en ninguna lista Billboard.

## Relanzamiento
La edición Platinum del álbum fue lanzada en septiembre de 2011 e incluye dos nuevas canciones, «What A Man» y «Who'd Want to Find Love», más cinco versiones en vivo de la gira "Good News Tour", «Satellite», «Taken by a Stranger» , «Good News», «New Shoes» y «I Like to Bang My Head».

## Lista de canciones
Lista estándar
| Standard listing |        |              |               |          |  |
| N.º              | Título | Escritor(es) | Productor(es) | Duración |  |

| Platinum Edition |                                    |                |               |          |  |
| N.º              | Título                             | Escritor(es)   | Productor(es) | Duración |  |
| 13.              | «What a Man»                       |                |               | 2:54     |  |
| 14.              | «Who'd Want to Find Love»          | Ellie Goulding |               | 2:57     |  |
| 15.              | «I Like to Bang My Head»           |                |               | 4:29     |  |
| 16.              | «Good News» (En directo)           |                |               | 3:24     |  |
| 17.              | «Taken by a stranger» (En directo) |                |               | 3:37     |  |
| 18.              | «Satellite» (En directo)           |                |               | 4:08     |  |
| 19.              | «New Shoes» (En directo)           |                |               | 6:08     |  |

## Charts y certificaciones
| Chart (2011)           | Posición peak |
| ---------------------- | ------------- |
| Austrian Albums Chart  | 7             |
| German Albums Chart    | 1             |
| German Downloads Chart | 1             |
| Swiss Albums Chart     | 15            |

| Chart (2011)        | Posición |
| ------------------- | -------- |
| German Albums Chart | 20       |

| País     | Certificaciones (certificación de la venta) | Ventas   |
| -------- | ------------------------------------------- | -------- |
| Alemania | Platino                                     | 200 000+ |

## Historial de ediciones
| Región         | Data de lanzamiento      | Formato                                 | Discográfica            |
| -------------- | ------------------------ | --------------------------------------- | ----------------------- |
| Alemania       | 8 de febrero de 2011     | CD, descarga digital                    | Universal Music Germany |
| Austria        | 8 de febrero de 2011     | CD, descarga digital                    | Universal Music Germany |
| Suiza          | 11 de febrero de 2011    | CD, descarga digital                    | Universal Music Germany |
| Reino Unido    | 28 de febrero de 2011    | Descarga digital                        | Island Records          |
| Europa         | 15 de mayo de 2011       | Descarga digital                        | Universal Music         |
| Australia      | 15 de mayo de 2011       | Descarga digital                        | Universal Music         |
| Japón          | 15 de mayo de 2011       | Descarga digital                        | Universal Music         |
| Estados Unidos | 16 de mayo de 2011       | CD, descarga digital (Platinum Edition) | Universal Music         |
| Alemania       | 16 de septiembre de 2011 | CD, descarga digital (Platinum Edition) | Universal Music Germany |